# علی فرامرزی
علی فرامرزی (زاده ۱۳۲۹ در تهران) نقاش صاحب سبک و مدرنیسم، طراح و منتقد نقاشی اهل ایران است. آثار وی در نمایشگاه‌های گروهی و انفرادی بسیاری شرکت داشته‌است، از جمله: انجمن فرهنگی ایتالیا، فرهنگسرای نیاوران، گالری فرامرزی، موزه هنرهای معاصر، فرهنگسرای آنار، نگارخانه کوثر، گالری برگ، نمایشگاه گروهی طراحان معاصر نمایشگاه بین‌المللی. این هنرمند نقاش هم چنین برنده دو بورس نقاشان جوان و نیز بورس «آکادمی رم» در ایتالیا شده‌است.

## زندگی‌نامه
علی فرامرزی در سال ۱۳۲۹ در تهران، متولد شد. او کلاس‌های آموزشی خصوصی خود را از سال۱۳۵۳ آغاز کرد و در سال ۱۳۵۵ موفق به دریافت بورس تحصیلی هنرمندان جوان در کاخ نیاوران شد. وی اولین نمایشگاه گروهی خود را در سال ۱۳۵۶ انجام داد. دو سال بعد در سال ۱۳۵۸ از موزه هنرهای معاصر تهران تقدیر نامه دریافت کرد. اودر همان سال موفق به اخذ بورسیه از آکادمی رم شد. ولی به علت شروع جنگ نتوانست از آن استفاده کند. و بعد از آن آموزشگاه رسمی خود را با کسب مجوز افتتاح نمود. نمایشگاه گروهی دوم وی در سال ۱۳۵۹در موزه هنرهای معاصر تهران برگزار گردید.
تخصص فرامرزی در آموزش هنرهای تجسمی باعث شد تا از سال ۱۳۶۳ شروع به آموزش هنرجویان در انجمن فرهنگی ایران - ایتالیا کند. وی همچنین در سال ۱۳۶۵ گالری خود را با نام «گالری هنری فرامرزی» افتتاح کرد.
علی فرامرزی توانست در سال ۱۳۶۷ نمایشگاه انفرادی خودرا در موزه هنرهای معاصر تهران برگزار نماید و بعد از آن هم در سومین نمایشگاه گروهی در همان مکان شرکت کرد. در سال ۱۳۷۶ علی فرامرزی به عنوان عضوی از اعضای هیئت مدیره انجمن نقاشان ایران انتخاب شد.
او همچنین بعنوان عضوی از اعضای هیئت برگزاری وکارشناس هنری از طرف گالری‌ها برای اکسپوی سال ۱۳۸۳  انتخاب گردید.
فرامرزی در سال ۱۳۸۶ در دانشگاه سوره تهران تدریس در مقطع کارشناسی ارشد را آغاز کرد. در سال ۱۳۸۷ برای سومین بار ورک شاپ خود در موزه هنرهای معاصر تهران را اجرا نمود.
وی تاکنون ۲۶ نمایشگاه انفرادی در تهران و سایر کشورها مانند آمریکا ،ایتالیا، قطر، سنگاپور، پاکستان، کره جنوبی، چین و… برگزار کرده ‌است.
سخنرانی و ورک شاپ علی فرامرزی در دانشگاه استنفورد در ۱۶ مه ۲۰۱۲، منجر به دریافت تقدیر نامه از دانشگاه استنفورد شد. و در همان سال نمایشگاه انفرادی خود در گالری سیحون و M گالری لس آنجلس و همچنین سخنرانی در «کانون سخن ایرانیان» کالیفرنیا رابرگزار نمود. تردیدی نیست که برخی از آثار وی در سطحی از ارزش هنری هستند که در سه دوره حضورشان در حراج تهران (۱۳۹۴-۱۳۹۵- ۱۳۹۸) به فروش رسیده‌است. در سال ۱۳۹۶ به وی گواهی هنری درجه یک از وزارت فرهنگ و ارشاد اسلامی و وزارت علوم اعطا شد. همچنین در این سال کتابی به نام «یادداشت‌های علی فرامرزی» (هنرهای تجسمی در رسانه‌های مکتوب) از وی منتشر شد. در سال ۱۳۹۹، کتاب منتخبی از آثار وی منتشر شده ‌است.
علی فرامرزی یکی از اصلی‌ترین منتقدان نقاشی معاصر ایران است که درباره هنرهای تجسمی و به‌طور خاص، نقاشی می‌نویسد ویا سخنرانی می‌کند. وی بیش از ۲۵۰ مقاله در برخی از روزنامه‌ها و مجلات مهم دربارهٔ هنر تجسمی در ایران منتشر کرده‌است.

## نمایشگاه‌ها
بیش از ۹۵ نمایشگاه گروهی و ۲۶ نمایشگاه انفرادی در ایران و خارج از ایران که در ذیل به برخی از آنها به اختصاراشاره شده‌است.
- ۱۳۵۴: اولین نمایشگاه انفرادی نگارخانه تخت جمشید
- ۱۳۵۶: اولین نمایشگاه گروهی در گالری مهرشاد
- ۱۳۹۵: موزه هنرهای معاصر یونسکو با همکاری بنیاد فرهنگ و هنر ایران
- ۱۳۶۷: نمایشگاه انفرادی در موزه هنرهای معاصر
- ۱۳۶۷: نگارخانه شیخ
- ۱۳۷۰: نمایشگاه انفرادی موزه هنرهای معاصر تهران
- ۱۳۷۳: نمایشگاه انفرادی نگارخانه برگ
- ۱۳۷۶: نمایشگاه انفرادی گالری فرامرزی
- ۱۳۷۷: نمایشگاه انفرادی گالری فرامرزی
- ۱۳۷۸:اولین نمایشگاه گروهی پیشکسوتان به حضور ۱۶ تن از اساتید گالری فرامرزی
- ۱۳۷۹: نمایشگاه قطر
- ۱۳۸۰: گروهی اساتید گالری فرامرزی
- ۱۳۸۳: اکسپو تهران تالار وحدت
- ۱۳۸۴: نگارخانه‌ها و میراث فرهنگی گالری آشیان نقش ومهر
- ۱۳۸۶: نمایشگاه انفرادی گالری هور
- ۱۳۸۸: نمایشگاه انفرادی گالری سیحون
- ۱۳۸۸: نمایشگاه انفرادی گالری شیرین
- ۱۳۹۱: نمایشگاه انفرادی در گالری سیحون لس آنجلس
- ۱۳۹۱: نمایشگاه انفرادی در M گالری کالیفرنیا
- ۱۳۹۱: موره هنرهای معاصر اصفهان
- ۱۳۹۳: نمایشگاه انفرادی گالری سیحون
- ۱۳۹۳: نمایشگاه برهوت گروهی گالری فرامرزی
- ۱۳۹۳: نمایشگاه نیست گروهی گالری فرامرزی
- ۱۳۹۵: شرکت در حراج تهران
- ۱۳۹۵: شرکت در ششمین حراج تهران
- ۱۳۹۵: گروهی پردیس ملت
- ۱۳۹۵: گروهی گالری اعتماد
- ۱۳۹۶: نمایشگاه بُعد چهارم در فرهنگسرای نیاوران دی ماه
- ۱۳۹۷: شرکت در دهمین حراج تهران
- ۱۳۹۸: نمایشگاه گروهی هنرمندان نامدار پیشکسوت همراه با چهره‌های شاخصی نظیر ایران درودی، طاها بهبهانی، حسین محجوبی، حسین نوری، ناصر هوشمند وزیری و حسن ارژنگ‌نژاد[۴]

## افتخارات و تقدیرنامه‌ها
- ۱۳۵۵:برنده بورس برگزیدگان در رشته نقاشی
- ۱۳۶۰:دریافت تقدیرنامه موزه هنرهای معاصر (احیای موزه هنرهای معاصر)
- ۱۳۶۰:دریافت تقدیرنامه برای برپایی نمایشگاه در پاکستان
- ۱۳۶۰:دریافت بورس تحصیلی از ایتالیا
- ۱۳۶۵:دریافت تقدیرنامه از سفارت ایتالیا
- ۱۳۷۰:دریافت تقدیرنامه اولین نمایشگاه دوسالانه نقاشان ایران
- ۱۳۸۳:دریافت تقدیرنامه از سازمان میراث فرهنگی تهران به مناسبت بزرگداشت میراث فرهنگی
- ۱۳۸۳:عضو شورای برگزاری اکسپو ۱۳۸۳
- ۱۳۸۳:تقدیر نامه از موزه هنرهای معاصر تهران به مناسبت همکاری در برگزاری اکسپو ۱۳۸۳
- ۱۳۸۶:دریافت لوح تقدیر از دانشگاه سوره
- ۱۳۸۸:دریافت تقدیر نامه از بنیادایرانیکا
- ۱۳۹۱:دریافت لوح تقدیراز دانشگاه استنفورد آمریکا
- ۱۳۹۵:دریافت لوح درجه یک هنری
- ۱۳۹۶:عضویت مؤسسه پیشکسوتان ایران

## آثار چاپ شده
- ۱۳۹۶: چاپ کتاب «یادداشت‌های علی فرامرزی»[۵]
- ۱۳۹۹: چاپ کتاب «منتخبی از آثار»

## نقد آثار علی فرامرزی
1. صادق بریرانی: «زبان بافت ((راه نرفته»[۶]
2. آیدین آغداشلو: «نه برای چشم»[۷]
3. پرویز کلانتری: «فراترازدرخت وپنجره، عشق–انسان»[۸]
4. علی اصغرقره باغی: «آن سوی یک نگاه»[۹]
5. فردریک کارور: «زیستن در جهان نا همگون»[۱۰]